# چپ‌دست (فیلم ۱۳۸۴)
چپ دست فیلمی به کارگردانی آرش معیریان، نویسندگی بهمن معتمدیان و تهیه‌کنندگی منوچهر زبردست و داریوش بابائیان محصول سال ۱۳۸۴ است.این فیلم بازسازی فیلم آمریکایی ۵۰ قرار اول می‌باشد.
این فیلم در دوم اردیبهشت ۱۳۸۴ شروع به فیلم‌برداری و در تاریخ ۱۲ بهمن ۱۳۸۴ بر روی پرده سینما رفت.

## خلاصه فیلم
سارا (لیلا اوتادی) بر اثر تصادفی شدید در مسابقهٔ اتوموبیل رانی حافظه کوتاه مدت اش را از دست می‌دهد به مدت یک سال به کما می رود و بعد از بیدار شدن هر روز برای او ۳۱ خرداد روز تولد پدرش است. سامی (حمید گودرزی) از او خوشش می‌آید اما هر چه تلاش کند فردای آن روز دختر همه چیز را فراموش کرده و او را نمی‌شناسد. در نهایت سامی یک فیلم کوتاه روی دی وی دی برای او می سازد و همه اتفاقات یک سال اخیر را به او می گوید و ...

## بازیگران
- حمید گودرزی در نقش سامی راد
- لیلا اوتادی در نقش سارا زندی
- بهزاد فراهانی در نقش کیومرث زندی پدر سارا
- رابعه اسکویی در نقش عمهٔ سارا
- افسانه ناصری در نقش مادر سارا
- مهدی امینی‌خواه در نقش رامین زندی، برادر سارا
- ملکه رنجبر در نقش مادربزرگ سامی
- اصغر سمسار زاده در نقش اصغر آقا، شوهر مادر سارا
- رضا داود نژاد در نقش پیام، دوست سامی
- علی صالحی در نقش دوست سامی
- اشکان اشتیاق در نقش دوست سامی
- فریبرز لاچینی در نقش ساعت فروش
- ترلان پروانه در نقش دختر سارا و سامی